# Холодная (приток Кичеры)
Холо́дная — река на севере Бурятии, правый приток Кичеры (бассейн озера Байкал). Длина реки составляет 85 км, водосборная площадь — 1090 км².
Берёт начало из озера Холодного, впадает в Кичеру недалеко от устья, у посёлка Холодная. Высота устья — 456,7 м над уровнем моря.

## Притоки
- Гула, левый, — в 12 км от устья,
- Оркеликан, правый — в 21 км от устья,
- Гасан-Дякит, левый, — в 30 км от устья, и три реки без названия.